# Señorío de Rebollet

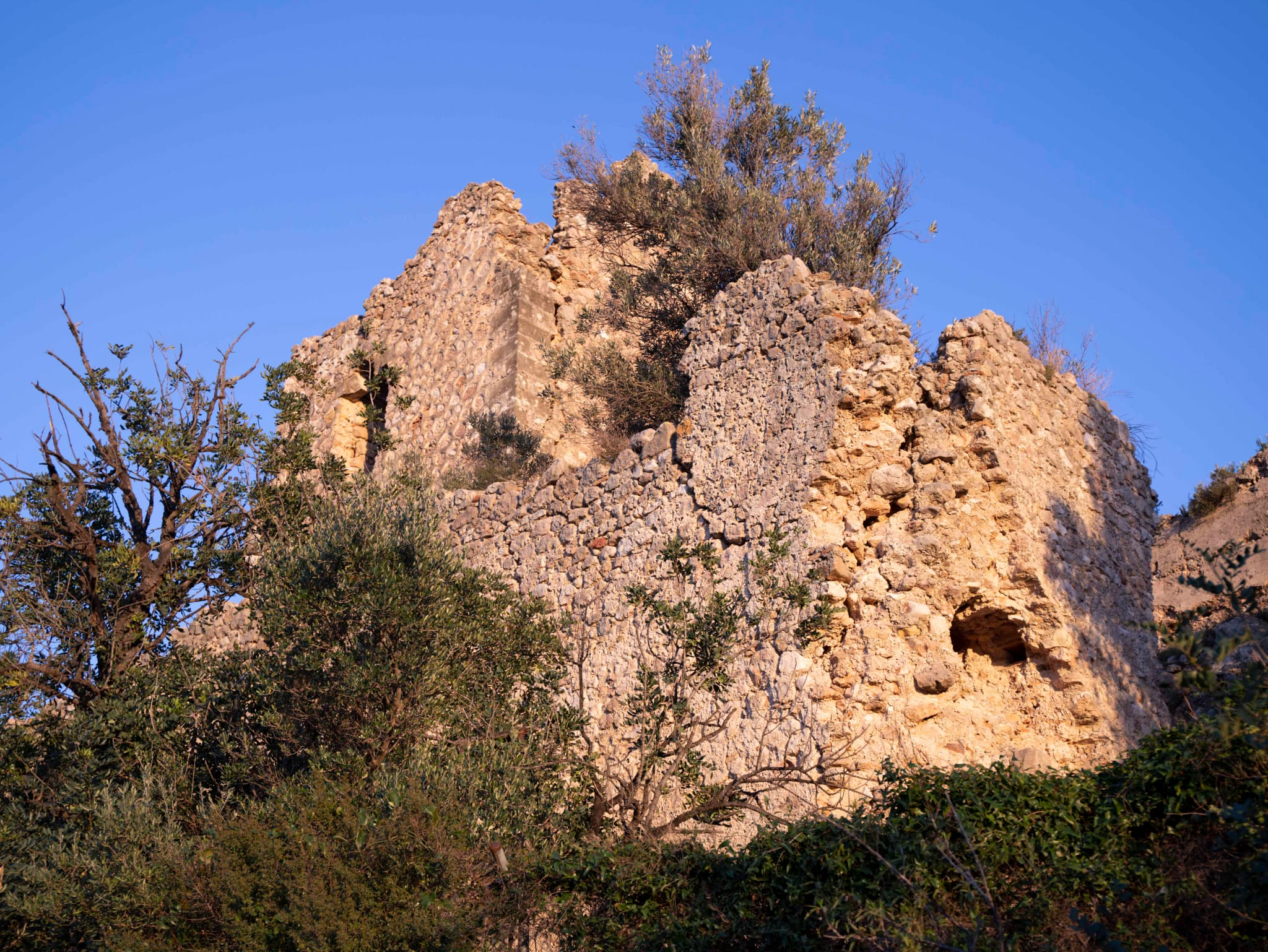
Restos del castillo de Rebollet

El señorío de Rebollet es un antiguo término de la comarca de la Safor, en la provincia de Valencia.
Hacia 1400, el término de Rebollet comprendía la villa de Oliva y las alquerías de Alcudiola de Rafelcofer, Beniflá, Elca, Fuente Encarroz, Potríes y Rafelcofer. A ellas se añadió el nuevo núcleo de Alquería de la Condesa.

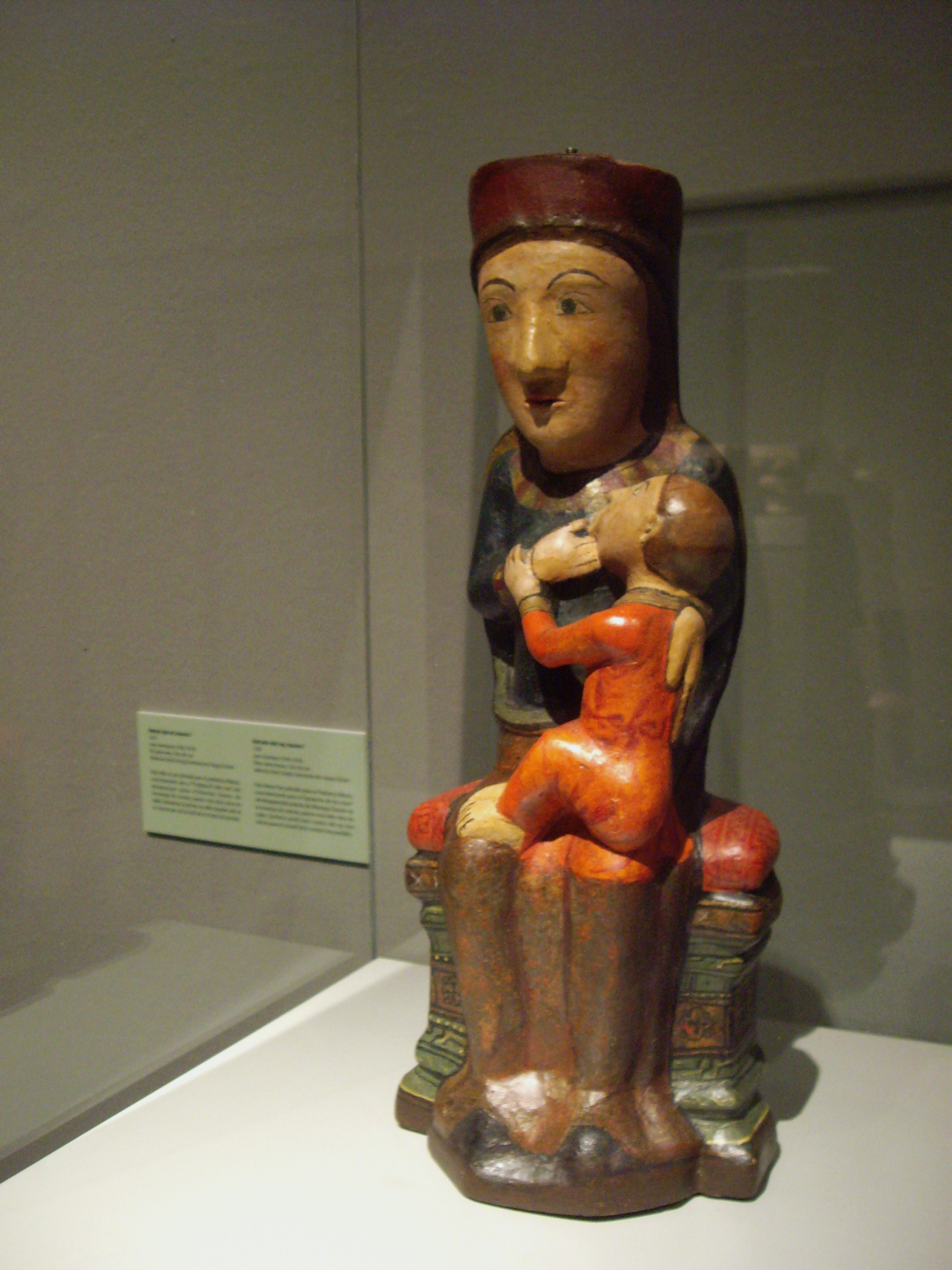
Virgen del Rebollet

El centro histórico del término era el castillo de Rebollet, en el actual municipio de Fuente Encarroz. Esta fortaleza de origen islámico fue donada en 1240 por Jaime i a Carròs, hijo del conde Alemany Carròs, un noble de origen germánico. Carròs no abandonó la plaza, dada la posición estratégica que tenía, sino que fortificó el castillo, estableció su residencia y alzó al recinto una iglesia en la que depositó la imagen románica de la Virgen de Rebollet, la misma imagen que acompañaba a en Carròs en los combates. Posteriormente, en el interior de la iglesia dedicada a San Nicolás, hubo una capilla dedicada a la Virgen de Rebollet, otra a la Virgen del Remedio y un panteón para los sarcófagos de los señores Carròs. El castillo fue destruido por los castellanos en 1344 durante la guerra de los Dos Pedros, y reconstruido en 1368 por orden de Alemanda Carròs. La baronía y el castillo pasaron a los descendientes de Francesca Carròs, y por el matrimonio de la nieta de esta, Ramoneta de Riu-sec, con Pere de Centelles, pasó a manos de los Centelles.
En 26 de diciembre de 1598 la comarca de la Safor fue afectada por uno de sus peores terremotos que derribó muchos edificios, entre estos el Castell de Rebollet. Entre los escasos objetos salvados estuvieron las imagen de la Virgen del Remedio y de la Virgen de Rebollet, la cual, después de muchos enfrentamientos y un proceso judicial eclesiástico entre los vecinos de Oliva y Fuente Encarroz, se encuentra en la iglesia de los religiosos franciscanos de Oliva.
En enero de 1747, un vecino de Fuente Encarroz que sacaba piedras de las ruinas del castillo, encontró los sepulcros de Francesc Carròs I y Francesc Carròs II, que habían quedado sepultados por el terremoto.